# Saola
Die Saola (Pseudoryx nghetinhensis), auch Vũ-Quang-Antilope oder Vietnamesisches Waldrind genannt, ist ein erst 1993 wissenschaftlich beschriebenes Huftier, das in Laos und Vietnam vorkommt.

## Entdeckungsgeschichte
Die Art wurde 1993 wissenschaftlich beschrieben und benannt. Bis dahin hielt man am Ende des 20. Jahrhunderts die Entdeckung einer neuen großen Säugetierart für ausgeschlossen. Saolas gehören zu den seltensten Huftieren der Erde.
Im Mai 1992 waren drei Hornpaare im Nationalpark Vũ Quang im Nordwesten Vietnams gefunden worden. Daraufhin ging man auf die Suche nach weiteren Exemplaren und fand im Laufe des Jahres 1992 zwanzig weitere Hörner. Allerdings gelang es erst 1996, in Laos ein lebendes Tier zu fangen und zu fotografieren. Ende August 2010 wurde ein männliches Exemplar von Bewohnern der laotischen Provinz Bolikhamsai gefangen und konnte von Forschern fotografiert werden, bevor es verstarb. Dies war das erste Foto dieser Tierart seit einem Jahrzehnt. Das tote Tier wurde in die Provinzhauptstadt Pakxan gebracht, um dort von Biologen wissenschaftlich untersucht zu werden, wodurch man sich neue Erkenntnisse darüber erhoffte, wie diese Tierart in Zukunft auch in Gefangenschaft gehalten werden kann. Im September 2013 wurde in einem Wald in Vietnam erneut eine frei lebende Saola fotografiert.

## Merkmale
Die Saola hat eine Kopf-Rumpf-Länge von 180 cm, eine Schulterhöhe von 90 cm und ein Gewicht von 100 kg. Das Fell ist dunkelbraun; oberhalb jedes Hufs befindet sich ein weißer Fleck. Das Gesicht hat eine variable weiße Zeichnung. Während der Körperbau dem eines Duckers gleicht, ähnelt der Kopf dem eines Kudus. Die Hörner sind lang, schlank und fast gerade nach hinten gerichtet; ihre Länge kann 50 cm betragen.
Das vollständige Genom der Saola umfasst 2,6 × 109 Basenpaare.

## Verbreitung

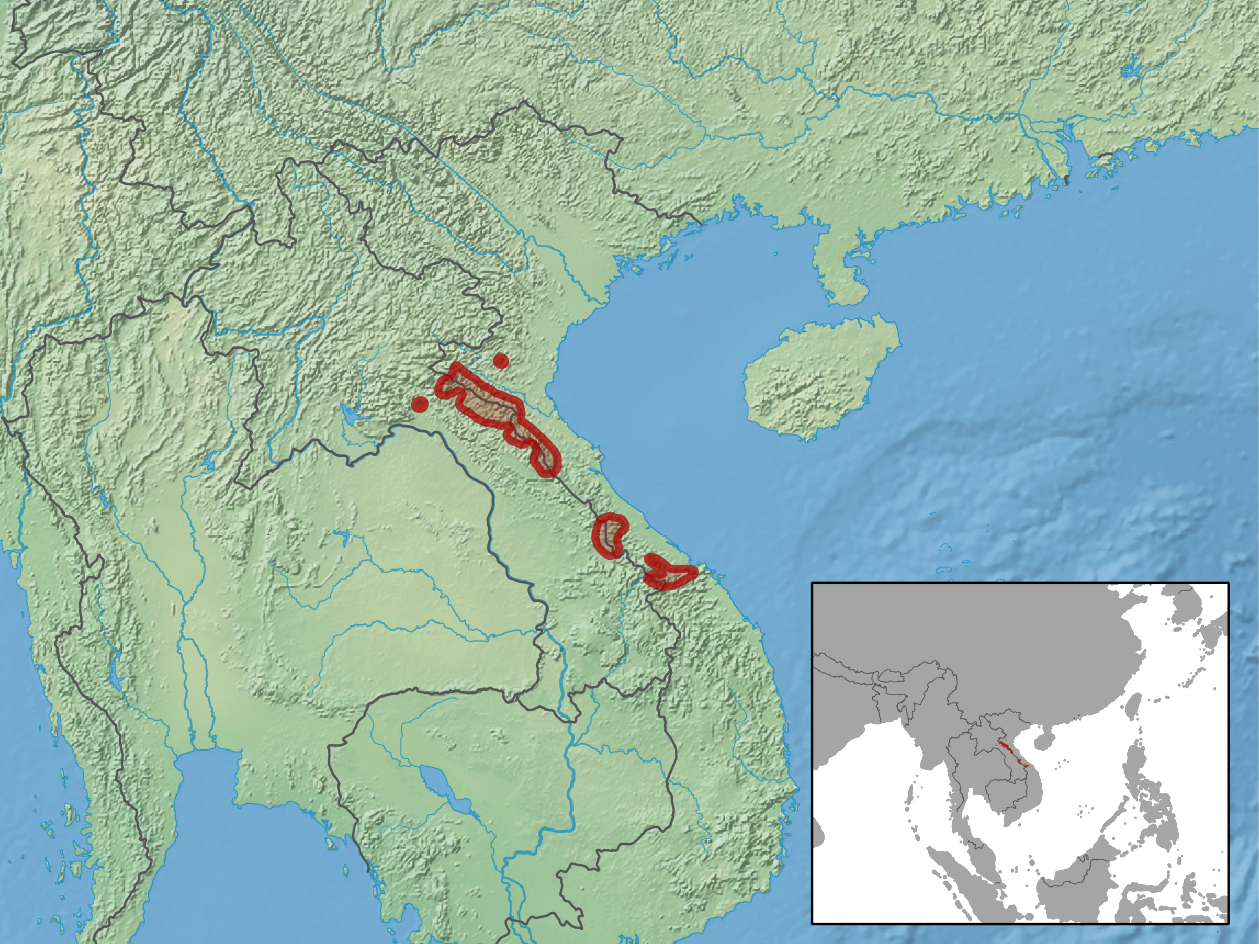
Verbreitungsgebiet der Saolas

Saolas leben in regenreichen, fast undurchdringlichen Regenwäldern auf Höhen zwischen 300 und 1.800 m. Die Tiere halten sich wohl hauptsächlich in der Nähe von Bachläufen auf, wo sie die Pflanzenart Homalomena aromatica aus der Familie der Aronstabgewächse (Araceae) fressen. Das Verbreitungsgebiet hat eine geschätzte Größe von nur 8.000 km².

## Lebensweise
Über das Verhalten ist wegen der seltenen Beobachtungen fast nichts bekannt. Offenbar bewegen sich die Tiere allein oder paarweise. Durch den Fund eines trächtigen toten Tieres 1996 konnte ermittelt werden, dass Jungtiere offenbar im Mai oder Anfang Juni zur Welt kommen; das tote Tier wurde auf ein Alter von acht bis neun Jahren geschätzt; hieraus Schlüsse auf die natürliche Lebenserwartung der Saolas zu ziehen, erscheint gewagt. Die Saola ist tagaktiv und sehr scheu.

## Bedrohung und Schutz
Dreizehn Saolas wurden bisher in Gefangenschaft gehalten. Sie überlebten jedoch stets nur wenige Wochen. Die vietnamesische Regierung hat daher ein Verbot erlassen, diese Tiere zu fangen und zu halten. Die IUCN hat der Saola den Status „vom Aussterben bedroht“ verliehen, und sie zählt inzwischen zu den hundert am stärksten vom Aussterben bedrohten Arten. Jede Schätzung der Population ist spekulativ, sie dürfte aber höchstens wenige hundert Tiere betragen. Im April 2011 wurde die Einrichtung eines Saola-Schutzgebietes in der vietnamesischen Provinz Quảng Nam beschlossen, was die Überlebenschancen der Art deutlich erhöhen dürfte.
2004 beschlossen Zoologen am Weltkongress der IUCN in Bangkok die Gründung einer Arbeitsgruppe zum Schutz der Saolas, die 2006 mit dem Zoologen William Robichaud als Koordinator ihre Arbeit aufnahm. 2017 forderten Naturschützer auf einer vom Leibniz-Institut für Zoo und Wildtierforschung gemeinsam mit der IUCN Saolas-Arbeitsgruppe organisierten Pressekonferenz den Aufbau eines Erhaltungszuchtprogramms.

## Systematik
Die nähere Verwandtschaft der Saola war lange umstritten. Aufgrund von Untersuchungen der Schädelmerkmale wurde zunächst eine Verwandtschaft mit den Ziegenartigen angenommen. Hier wurde eine Verwandtschaft mit dem Serau vermutet, da die Saola wie dieser je eine Drüse vor dem Auge hat.
Infolge von DNA-Analysen aus dem Jahr 1999 wurde die Saola zu den Rindern (Bovini) gerechnet, mit denen sie auf den ersten Blick wenig gemein zu haben scheint. Weitere Untersuchungen bestätigten das nahe Verhältnis zu den Rindern. Teilweise wird die Soala innerhalb der Tribus der Bovini einer eigenen untergeordneten  Gattungsgruppe, den Pseudoryina, zugeordnet. Jedenfalls stellen nach diesen Untersuchungen die Rinder im engeren Sinn das Schwestertaxon der Saola dar. Dies unterstützen auch Untersuchungen aus dem Jahr 2025 an mehr als 30 Individuen. Diesen zufolge hatte sich die Saola bereits im Mittleren Miozän vor rund 14 Millionen Jahren von den anderen Linien innerhalb der Gruppe getrennt.
Des Weiteren ergaben die Analysen des Jahres 2025, dass sich die Saola wenigstens vor 20.000, spätestens aber vor 5000 Jahren in zwei Linien aufteilte, von denen eine als nördliche Population im Bereich des Nationalparks Vũ Quang, des Nationalparks Pù Mát, beide Vietnam, und des Nakai-Nam-Theun-Nationalparks in Laos, die andere als südliche im Gebiet von Huế, Đông Giang und Tây Giang, wiederum alle Vietnam, nachgewiesen ist. Die Trennung erfolgte möglicherweise infolge klimatischer Änderungen im Ausklang der letzten Kaltzeit und des damit verbundenen Wandels im Landschaftsbild der Vegetation. Möglicherweise wurde dies auch durch die beginnende Sesshaftwerdung des Menschen in der Region mit beeinflusst. Einher ging diese Auftrennung mit einer beständigen Reduktion der Populationsgröße, die möglicherweise in den letzten 10.000 Jahren nie mehr als 5000 Individuen umfasste. Innerhalb des Genoms der jeweiligen Entwicklungslinien finden sich Bereiche mit fehlender Diversität, die aber variabel verteilt sind und so von den beiden Populationen nicht geteilt werden.

## Bezeichnungen
Für Pseudoryx nghetinhensis wird eine Fülle deutscher Namen verwendet, von denen sich keiner allgemein durchgesetzt hat. Die Bezeichnungen Vũ-Quang-Antilope und Vũ-Quang-Oryx beziehen sich auf das Zentrum des Verbreitungsgebiets, den vietnamesischen Vũ-Quang-Nationalpark. Oft wird der vietnamesische Name verwendet, Saola (oder Sao La), was wörtlich „Spindelhorn“ bedeutet. Dementsprechend wird im Deutschen auch manchmal die Bezeichnung „Spindelbock“ verwendet. Auch die Bezeichnung Vietnamesisches Waldrind ist relativ weit verbreitet.
Der wissenschaftliche Name Pseudoryx bedeutet so viel wie „falsche Oryx“ und spielt auf die Ähnlichkeit der Hörner mit denen der Oryxantilopen an.